# Christian de Saxe-Weissenfels (1652-1689)
Christian de Saxe-Weissenfels (* 25 janvier 1652 à Halle; † 24 août 1689 , devant Mayence) est un prince et duc titulaire de Saxe-Weissenfels, ainsi que général.

## Famille
Christian est le troisième fils du duc Auguste de Saxe-Weissenfels et de son épouse Anne-Marie de Mecklembourg-Schwerin, fille du duc Adolphe-Frédéric Ier de Mecklembourg-Schwerin.

## Biographie
Christian, comme troisième fils a peu d'espoirs sur l'héritage paternel et se consacre à une carrière dans l'Armée.
Dans la Grande guerre turque le duc Christian mène en 1686, l'Armée saxonne de 4 200 hommes au Sièges de Buda et se distingue avec son frère Henri.
Au cours de Guerre de la Ligue d'Augsbourg, contre l'expansion de la France, il est sous les ordres de l'Électeur jean-Georges III de Saxe. Sa réussite lui permet d'être nommé feld-maréchal-Lieutenant de l'armée de Saxe.
Le prince Christian, son père l'admet dans la Société des fructifiants. Il est surnommé l'Amical. 
Le prince Christian est tué le 24 août 1689, à 37 ans lors du Siège de Mayence Son corps est embaumé, avant son long transport à Weißenfels.